# Jean-Christophe Aubert
Jean-Christophe Aubert, né en 1948 à Avenches, est un musicien, chef de chœur, enseignant, professeur de mathématiques et organiste vaudois.

## Biographie
Jean-Christophe Aubert mène des études scientifiques et musicales à Genève. Après un diplôme en mathématiques et en orgue, il poursuit sa formation musicale auprès du claveciniste Johann Sonnleiter à Zurich.
Passionné de musique et surtout de musique ancienne, il dirige le Chœur universitaire de Lausanne durant plus de trente ans, de 1980 à 2012. Il aborde avec ce chœur un répertoire éclectique, proposant en concert des compositeurs aussi différents que Victoria, Byrd, Schütz, Bach, Haydn, Mozart (enregistrement de son Requiem en 1996, avec l'Orchestre Universitaire et Symphonique de Lausanne), Brahms (enregistrement de Ein deutsches Requiem en 1991), Berlioz, Stravinsky et Frank Martin, Poulenc, Honegger, Berio... privilégiant les œuvres des XIXe et XXe siècles, plus adaptées à l'effectif de l'ensemble. Certains programmes sont, du reste, restés célèbres dans la mémoire du chœur, comme celui consacré aux cantigas, en 1991, mettant en parallèle des cantigas anonymes du XIIIe siècle et l’œuvre du même nom de Maurice Ohana, ou la commande de la cantate pour chœur et orchestre Vers quel ciel éblouissant du compositeur Eric Gaudibert, sur des poèmes de François Debluë. Il initie également des échanges avec d'autres ensembles universitaires, comme celui avec le Massachusetts Institute of Technology (MIT) de Boston. En 1983, à la suite d'un concert Monteverdi donné à Venise, Jean-Christophe Aubert fonde la Chapelle vocale de l'Université (aujourd'hui Chapelle vocale de Lausanne), avec quelques choristes désireux de s'engager davantage dans la pratique du chant et la redécouverte des compositeurs baroques. Il dirige cet ensemble jusqu'en 1993, interprétant les Passions de Johann Sebastian Bach sur instruments anciens (Passion selon saint Matthieu en 1985, Passion selon saint Jean en 1988). Il est également directeur artistique de l'ensemble vocal Le Contrepoint de Besançon de 1983 à 1988, avec lequel il donne également de nombreux concerts de musique baroque sur instruments anciens. En 1992, il prend la direction du Labyrinthe de Lyon, ensemble qui se consacre également à la musique des XVIe, XVIIe et XVIIIe siècles. On lui doit, en collaboration avec Catherine Lassalle, professeur de chant au Conservatoire de Saint-Étienne, un enregistrement consacré au psaume huguenot, commandé par le Musée international de la Réforme de Genève. En parallèle, Jean-Christophe Aubert est organiste à l'église Saint-Germain de Genève depuis 1986. Il enseigne les mathématiques au Collège de Saussure et collabore à la direction de la fondation Culture & Rencontres de Genève.
Jean-Christophe Aubert a quitté le Chœur universitaire de Lausanne en 2012. Durant ses trente années de direction, il a durablement marqué le répertoire et la qualité de cet ensemble. Il vit actuellement à Bernex (Genève).

## Sources
- « Jean-Christophe Aubert », sur la base de données des personnalités vaudoises sur la plateforme « Patrinum » de la Bibliothèque cantonale et universitaire de Lausanne.
- Mozart, Wolfgang Amadeus, Requiem, Chœur universitaire de Lausanne, Orchestre Symphonique et Universitaire de Lausanne, direction Jean-Christophe Aubert, The Definition, 1996, Cote BCUL: DCR 766
- Caspary, "Un anniversaire entre sacré et profane", 24 Heures, 2008/05/03, p. 36
- Ellgass, "Diriger les Carmina Burana, c'est comme conduire une moto de 350 chevaux!", 24 Heures, 2009/03/04
- Caspary, "Vents du Nord", 24 Heures, 2007/06/09, p. 34
- "Concert à la Cathédrale. Le renouveau des orgues a invité l'ensemble "Le Labyrinthe"", Le Progrès, Lyon, 2003/04/13, p. 9
- "Un concert vocal de grande qualité avec "Le Labyrinthe"", Le Progrès, Lyon, 2002/03/29
- Senff, "Quand Gaïa sermonne les hommes", 24 Heures, 2008/02/28, p. 32
- "Besançon. La Passion selon saint Jean", Le Progrès, Lyon, 2000/03/19
- "Le chœur "Labyrinthe" à l'heure de la Renaissance", Le Progrès, Lyon, 2009/04/07, p. 15
- G. B. "Un concert écouté religieusement", Le Progrès, Lyon, 1999/05/04
- "Concert. Musique vocale pour le temps de la passion", Le Progrès, Lyon, 2002/03/19
- Caspary, "Un Requiem allemand, suisse et américain", 24 Heures, 2006/05/29.